# Nikola Jakadofsky
Nikola Jakadofsky (* 1963 in Wien) ist eine österreichische Keramikerin sowie Natur- und Landschaftsvermittlerin.

## Leben und Wirken
Jakadofsky studierte von 1984 bis 1991 an der Hochschule für Gestaltung Linz in der Meisterklasse Keramik und schloss mit Auszeichnung ab. 1991/92 arbeitete sie mit der Werkstätte für Keramik in Linz zusammen und begab sich von 1992/93 auf eine Reise nach Neuseeland und in den Südpazifik.
1993 übersiedelte sie mit Willibald Katteneder nach Rechberg, wo ihre Tochter Anna geboren wurde. 1996 eröffnete das Künstlerpaar ein eigenes Atelier in Rechberg. Seit 2004 ist sie gemeinsam mit ihrem Mann Natur- und Landschaftsführerin im Naturpark Mühlviertel. Sie führt immer wieder Kinderkunstprojekten an oberösterreichischen Volksschulen durch.
Die Künstlerin beschäftigt sich mit der Anfertigung von Gebrauchs- und Kunstgegenständen aus Terracotta unter Anwendung einer speziellen Einlegetechnik. Bei den Objekten handelt es sich um Gefäße, Gartenkeramik, Lampen, Öfen, gebrannte Bilder u. a. m. aus Ton.

## Werke im öffentlichen Raum
- Wandgestaltungen im Gemeindeamt Rechberg (1996), Hauptschule Saxen (2010) und in der Volksschule Waldhausen im Strudengau (2013/14)
- Fassade der Volksschule Allerheiligen im Mühlkreis (2007/2008)
- „Pforte der Achtsamkeit“, Objekt am Buchberg, Lasberg (2011)[3]

## Ausstellungen (Auswahl)
- Galerie Pehböck, Perg, Naarn im Machlande (1998, 2001, 2008, 2008, 2014)
- Art Station Kollmitzberg, Kollmitzberg (1999, 2013)
- Strindbergmuseum Saxen, Saxen (2008)
- Botanischer Garten der Stadt Linz, Linz (2008)

## Auszeichnungen
- Gemeinsam mit Willibald Katteneder: Oberösterreichischer Landespreis für Umwelt und Natur 2008 im Zusammenhang mit einer Sonderausstellung im Großdöllnerhof in Rechberg zum Thema footprint, Spuren hinterlassen – Mein ökologischer Fußabdruck